# Умный Ганс

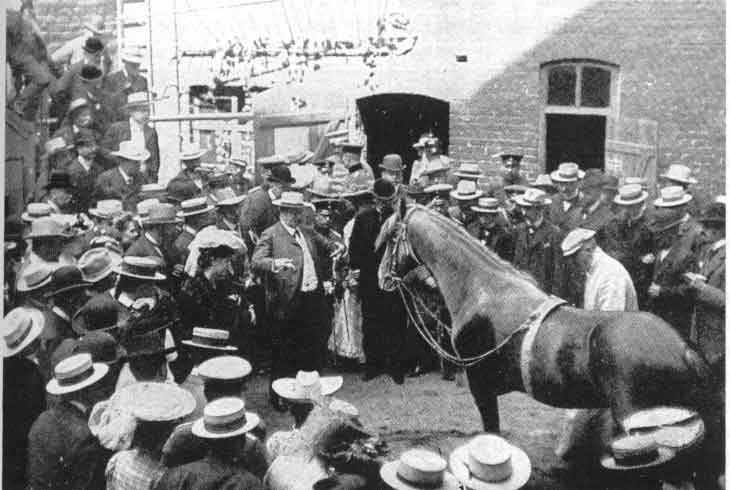
Умный Ганс во время уличного представления.

Умный Ганс (нем. Kluger Hans) — лошадь породы орловский рысак, жившая в Германии в начале XX века и получившая известность из-за того, что якобы обладала высочайшим интеллектом и могла производить в уме арифметические операции и решать другие математические (и не только) задачи, давая верные ответы на задаваемые ей людьми вопросы. Представления с её участием проводились при широкой публике.
В результате комплексного методологического расследования, проведённого в 1907 году немецким психологом Оскаром Пфунгстом, было доказано, что лошадь на самом деле не производит в уме никаких подсчётов, а даёт верные ответы, наблюдая за «языком тела» и эмоциями зрителей, в первую очередь — своего хозяина и дрессировщика, который до последнего даже не предполагал наличия у лошади такой способности и искренне верил, что его животное разумно. Результаты исследования Пфунгста были приняты научным сообществом и используются в экспериментах по интеллекту животных и людей, чтобы избежать влияния экспериментатора на испытуемого. Заслуга Пфунгста — в открытом им эффекте, который назван «ожидаемый эффект экспериментатора», или «эффект экспериментатора», также известным как «Эффект Умного Ганса».

## История

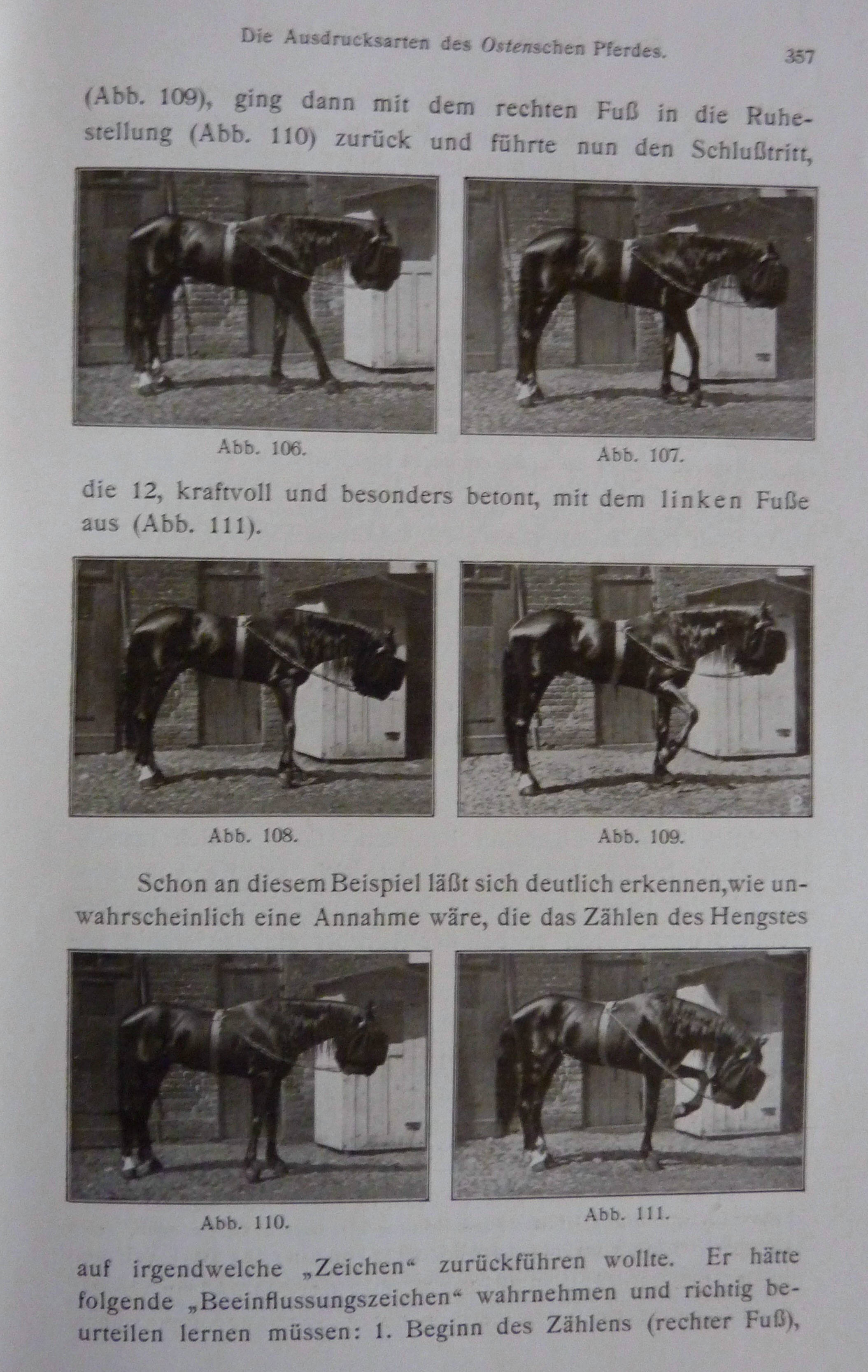
Умный Ганс в прессе

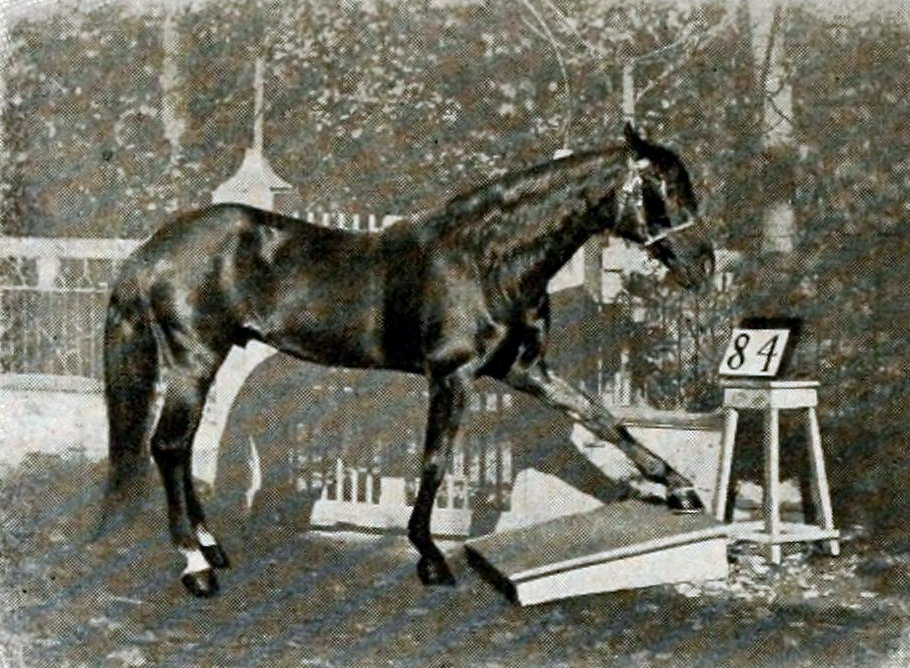
Ганс «отвечает» на вопросы

Конь по кличке Ганс принадлежал Вильгельму фон Остену, преподавателю математики в одной из гимназий, а также френологу-любителю. В то время — во многом благодаря росту популярности теории Чарльза Дарвина — часть научной и не только общественности была увлечена возможностью существования интеллекта у животных, и именно на почве этих настроений фон Остен однажды решил проверить, насколько умён его конь, что привело к совершенно поразительному результату. Если верить сохранившимся описаниям представлений, то Ганс умел складывать, вычитать, умножать и делить сравнительно большие числа, производить эти же вычисления с дробями, указывать точное время, конкретные даты в календаре и даже читать и воспринимать на слух слова и целые фразы на немецком. На все вопросы Ганс отвечал количеством ударов копытом по земле. Среди вопросов, на которые он давал ответы, были не только такие, как «Сколько будет 12 + 12?», но и, например, «Если восьмой день месяца приходится на вторник, то каким днём по счёту будет следующая пятница?». Причём, что удивительно, вопросы могли задаваться не только фон Остеном и не только в устной, но и в письменной форме — Ганс «читал» вопрос и с помощью своего копыта давал на него ответ. Ганс давал верные ответы не на абсолютно все вопросы даже своего хозяина, не говоря уже о вопросах других людей, однако процент верных ответов был поразительно высок.

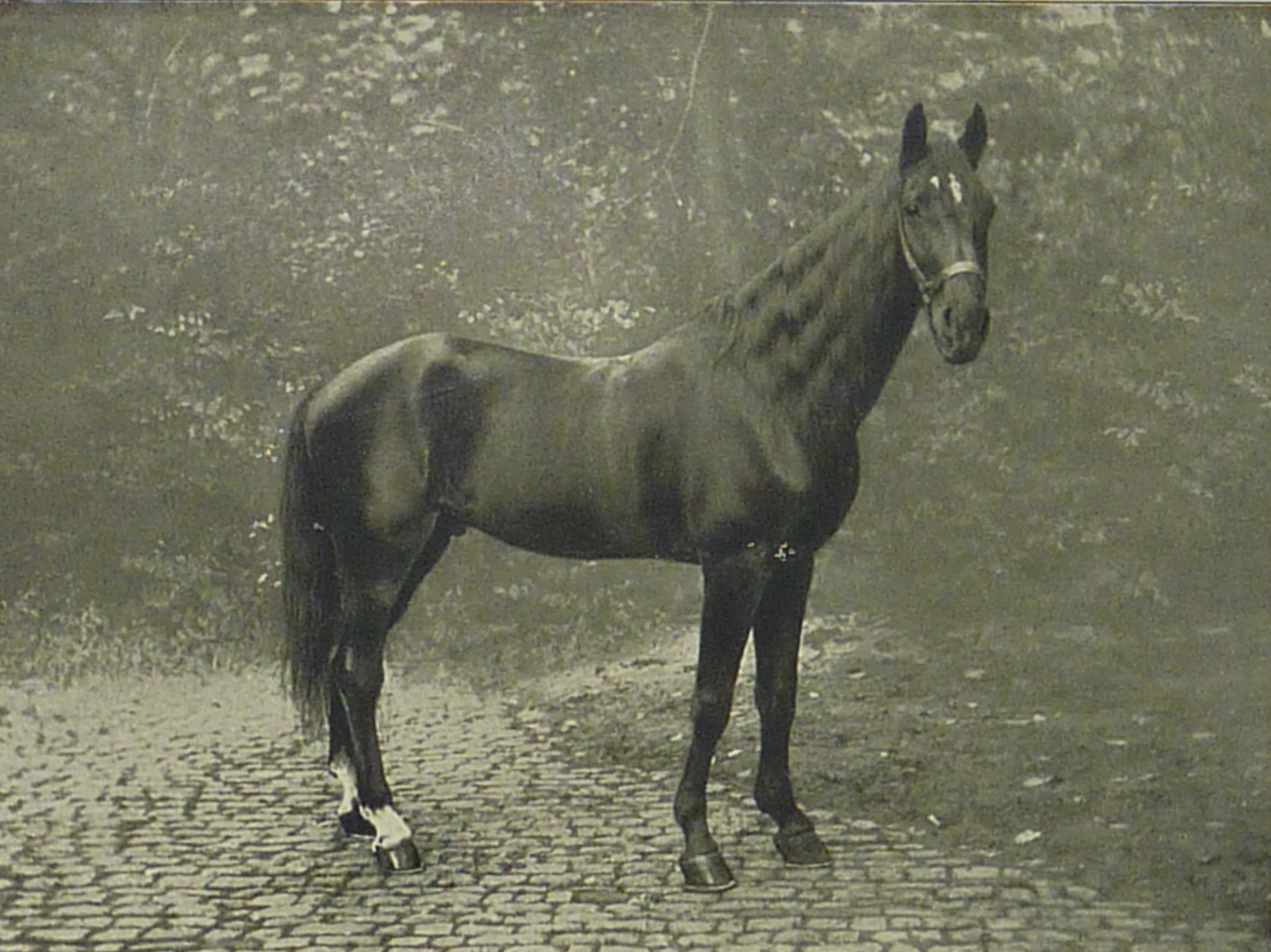
Ганс в 1910 году

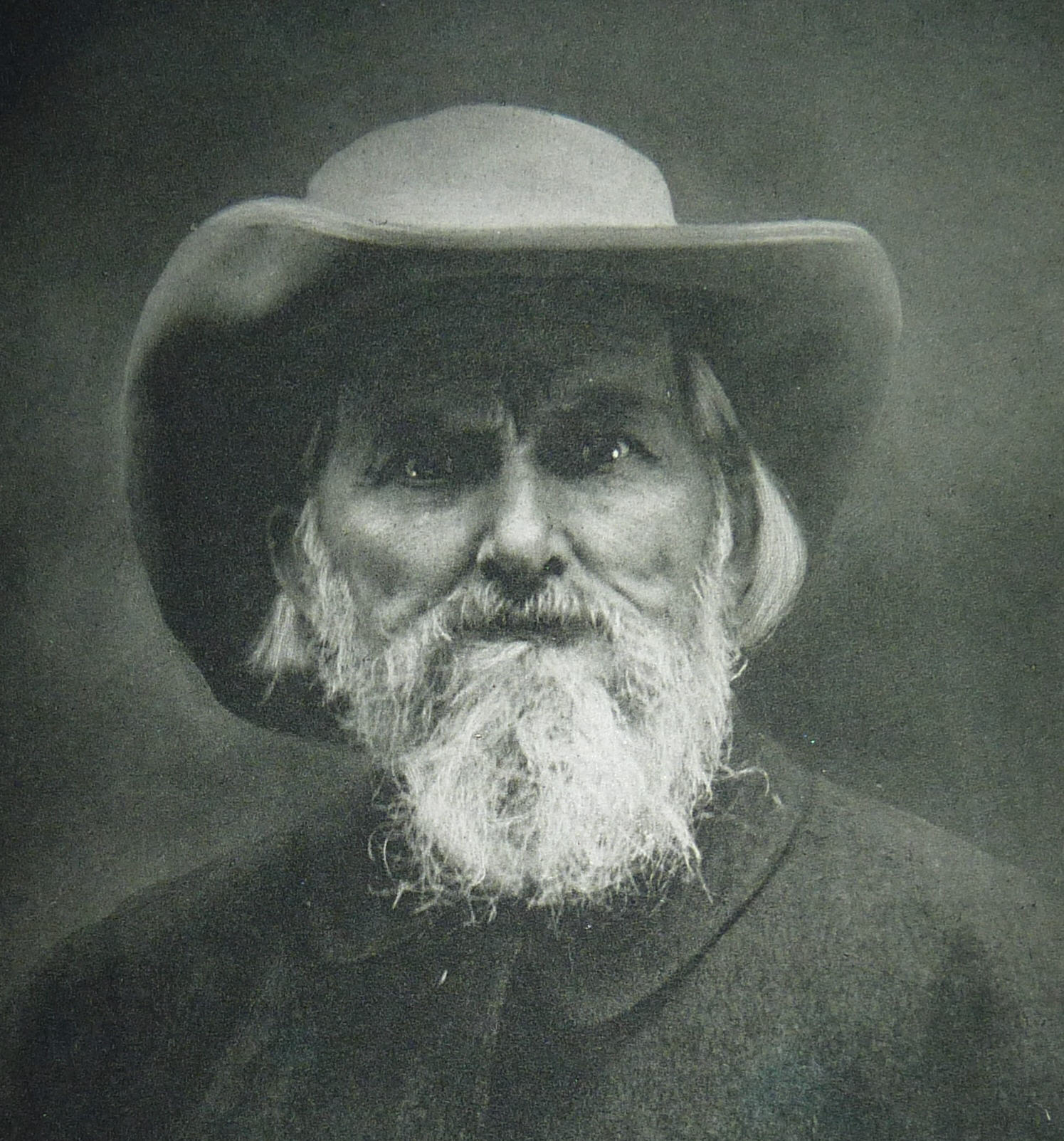
Вильгельм фон Остен, хозяин Ганса

Вскоре Вильгельм фон Остен уже давал целые уличные представления со своим удивительным конём, причём спустя какое-то время стал ездить с ним по всей Германии, собирая порой настоящие толпы народа на импровизированные спектакли, пользующиеся высокой популярностью — возможно, не в последнюю очередь потому, что никогда не брал с людей деньги за право посмотреть на коня или задать ему вопрос. Через какое-то время статья о Гансе была напечатана в американской газете New York Times, после чего удивительная лошадь получила относительно широкую известность во всём мире и привлекла к себе внимание в том числе учёных. Фон Остен умер в 1909 году, после чего Ганс сменил нескольких владельцев (первым из них был Карл Кралль), которые уже не были заинтересованы в демонстрации его способностей широкой публике. Есть сведения, что во время Первой мировой войны в 1916 году Ганс использовался на фронте в качестве тягловой лошади, но достоверных сведений об этом нет. Дальнейшая судьба его неизвестна.

## Расследование способностей Ганса Оскаром Пфунгстом

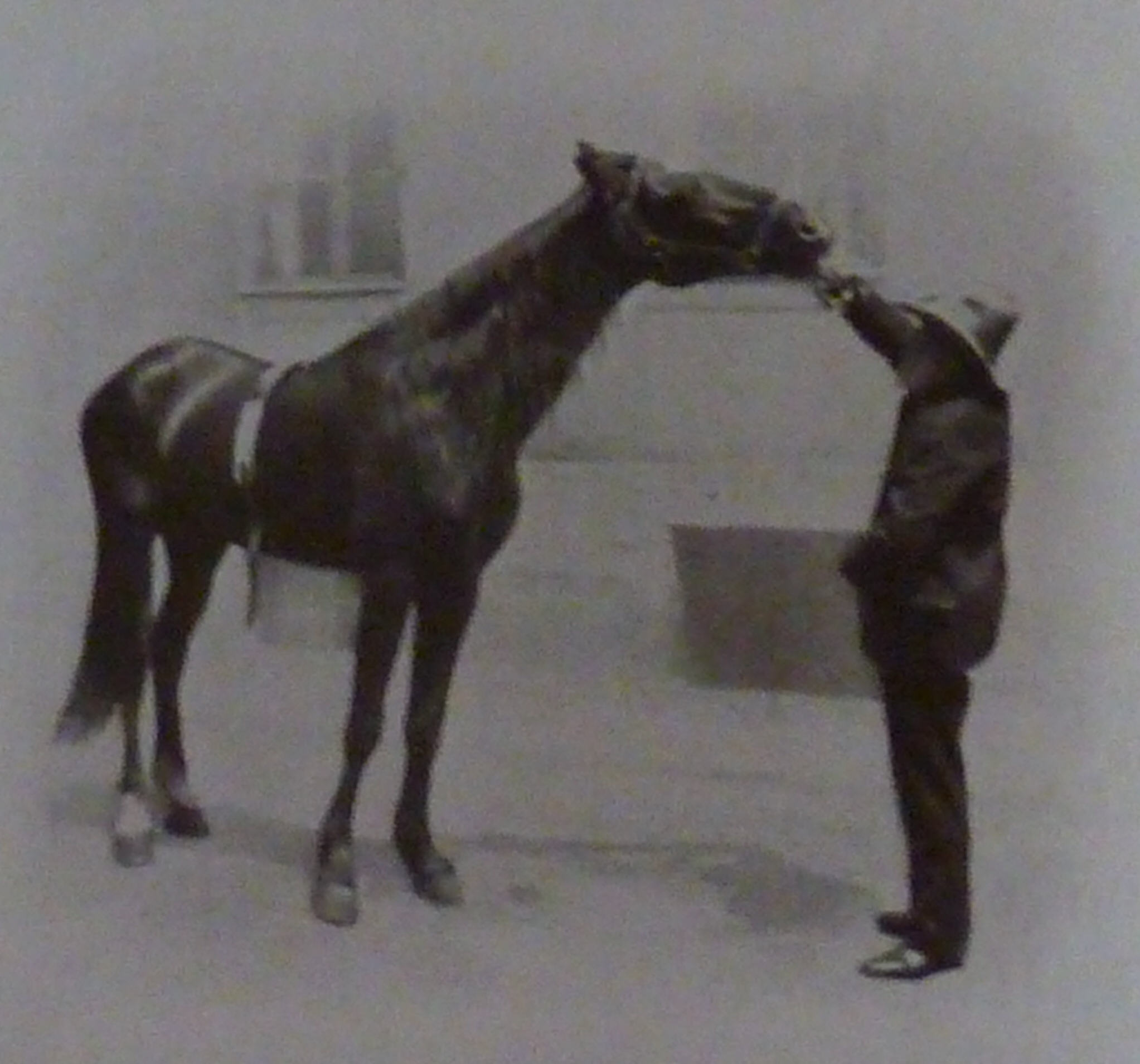
Умный Ганс и Вильгельм фон Остен

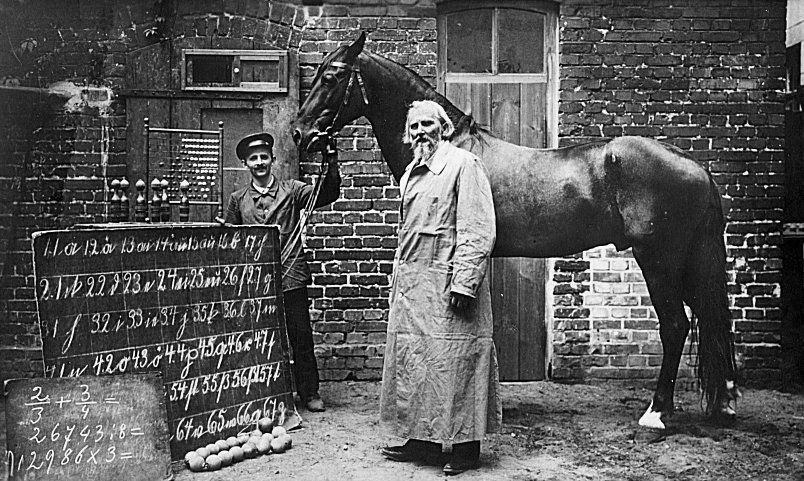
Ещё одна фотография Ганса и Остена (около 1908 г.)

Наибольшую известность Ганс получил в родной Германии, где научный мир заинтересовался необычным конём ещё до публикации статьи о нём в американской прессе. Совет по образованию Германской империи назначил в 1904 году специальную комиссию, получившую название «Комиссия Ганса», дабы удостовериться в реальности слухов о феноменальном уме лошади. Комиссию возглавил философ и психолог Карл Штумпф, в состав её вошли самые разные люди, чьи профессии были так или иначе связаны с лошадьми, математикой или психологией: врач-ветеринар, владелец цирка, офицер кавалерии, несколько школьных учителей математики и директор Берлинского зоопарка. Проведя в течение достаточно длительного времени различные тесты с лошадью в различных условиях, комиссия в сентябре 1904 года вынесла заключение, что в «деле» Ганса его хозяином или кем бы то ни было ещё не используется, каким бы невероятным это ни казалось, никакого мошенничества.
Через некоторое время после вынесения вердикта с Гансом начал работать известный впоследствии немецкий психолог, а в то время — ещё студент Штумпфа по имени Оскар Пфунгст, организовавший проведение значительно более серьёзного исследования и вынесший собственный вердикт. Его тесты были основаны в том числе на создании следующих ситуаций:
1. Проводились тесты с изоляцией лошади и задающего вопрос от других людей, дабы исключить возможность подачи каких-либо сигналов-подсказок с их стороны;
2. Вопросы лошади как до начала тестов, так и во время их задавал отнюдь не только сам Вильгельм фон Остен, но и другие люди, в том числе совершенно точно никогда не видевшие её до этого;
3. В некоторых случаях Гансу завязывали глаза, чтобы он не мог видеть задающего вопрос;
4. Иногда намеренно задавался вопрос, ответа на который не знал сам его автор.

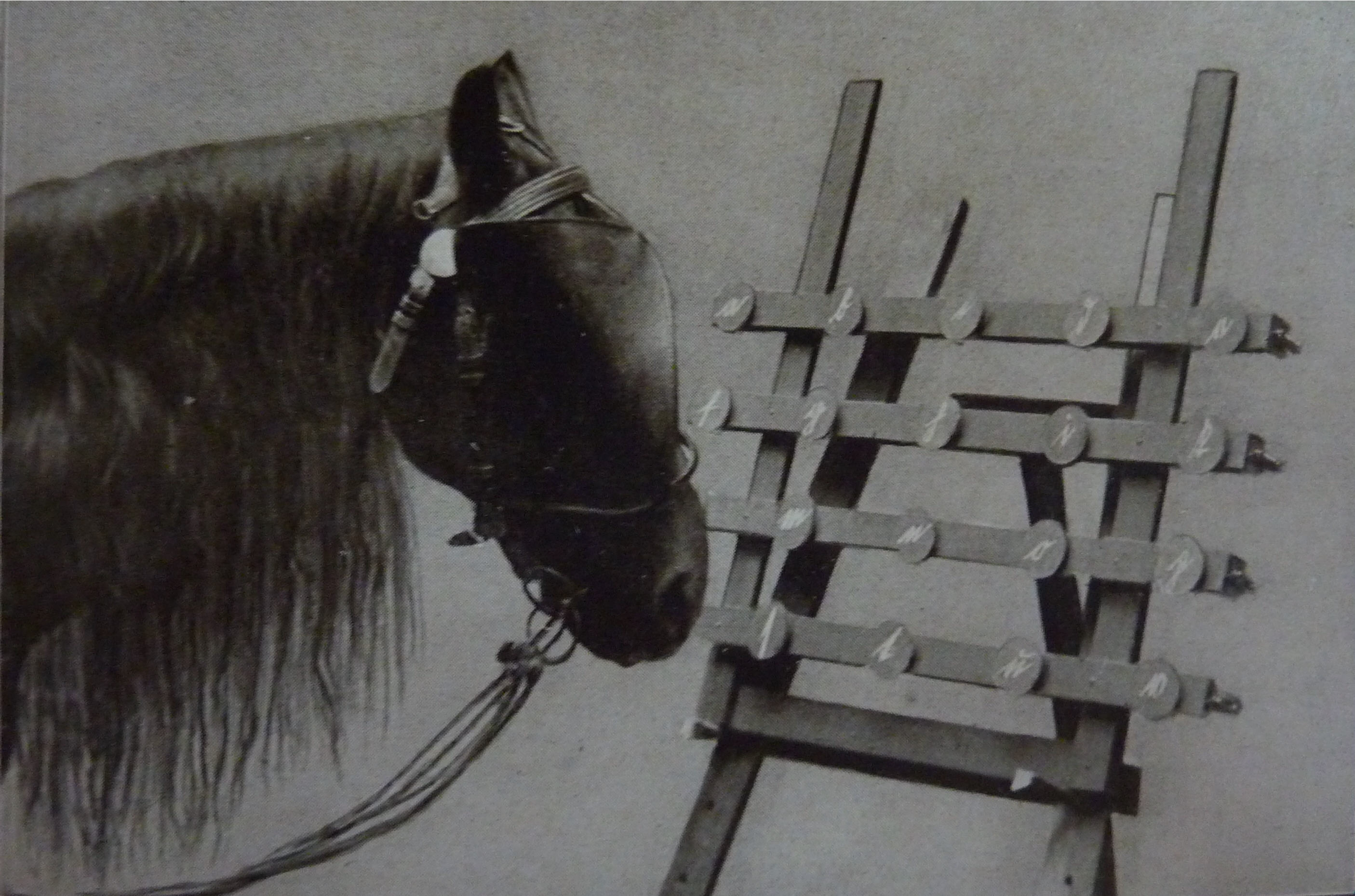
Ганс и пишущая машинка

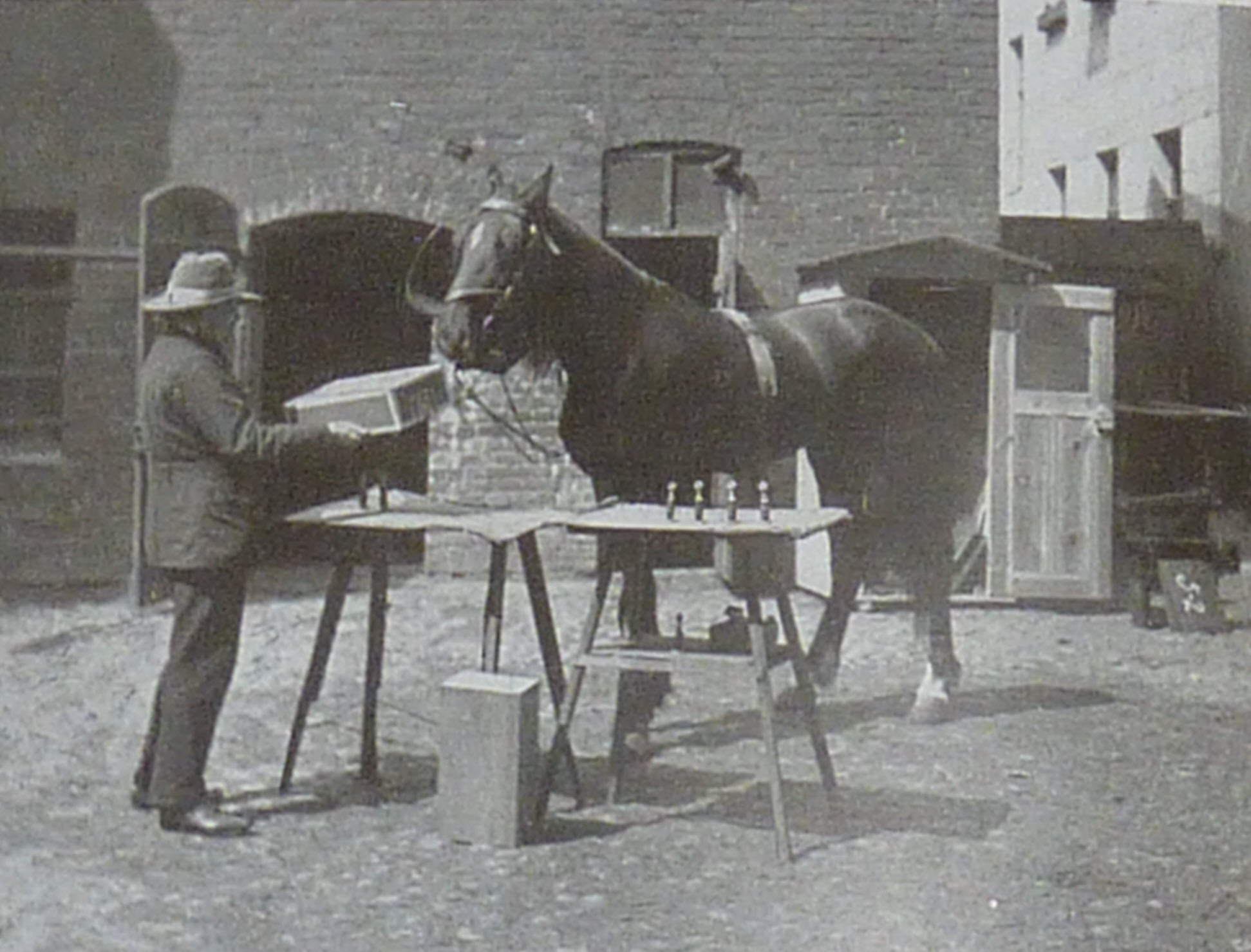
Ганс «считает»

Число тестов было весьма велико и позволило Пфунгсту выявить определённую статистику. Так, было совершенно точно подтверждено то, что Ганс с высокой вероятностью может правильно ответить на вопрос даже в том случае, если его задаёт не Вильгельм фон Остен (и даже если он или какой-либо другой человек, кроме самого вопрошающего, не находится рядом); таким образом, возможность какого-либо мошенничества (вроде тайных знаков и прочего) была исключена. Однако было определено также то, что Ганс практически (но не абсолютно) всегда отвечал верно лишь в том случае, если мог видеть задающего вопрос и если задающий вопрос сам знал ответ на него. Например, когда фон Остен задавал Гансу вопрос, на который сам знал ответ, то Ганс отвечал верно в 89 % случаев; когда же хозяин не знал ответа, Ганс отвечал правильно лишь на 6 % вопросов.
Впоследствии Пфунгст в своей работе стал уделять больше внимания изучению поведения человека, задающего вопрос, и пришёл к следующим выводам: во время медленного отстукивания копытом после задавания вопроса Ганс наблюдает за выражением лица и позой вопрошающего; когда число стуков, сделанное Гансом, равнялось правильному ответу на вопрос, абсолютное большинство людей так или иначе выказывало волнение и напряжение (а в момент верного ответа, возможно, — наоборот, определённое расслабление), будучи шокированными этим, или хотя бы просто пристально взглядывали на него, и такое поведение «подсказывало» Гансу, что пора прекратить стучать копытом. Возможно, способы «социальной коммуникации» у лошадей гораздо тоньше, нежели у людей, и позволяют им замечать малейшие эмоциональные реакции, ввиду чего Ганс, отлично изучивший поведение своего хозяина за годы, безошибочно угадывал даже самые незначительные изменения в его поведении при верном ответе, несмотря на то, что тот даже не догадывался о том, что даёт ему своего рода «подсказку».
В своих исследованиях Пфунгст затем пошёл ещё дальше — он предположил, что другие живые существа — в частности, люди — тоже способны к такого рода «коммуникации», пусть, возможно, и не на таком уровне. Он организовал проведение лабораторных исследований, в которых «играл роль лошади», а другие люди задавали ему вопросы (ответы на которые в разных случаях знали или не знали), связанные с математическими вычислениями, которые трудно было провести в уме и ответами на которые были в большинстве случаев числа, которые можно было выразить каким-либо количеством постукиваний. Результат превзошёл его ожидания: в 90 % случаев Пфунгст, даже не пытаясь ничего сосчитать в уме и только лишь наблюдая за движениями и мимикой лиц вопрошающих, давал верные ответы, если задававшие вопросы тоже их знали.

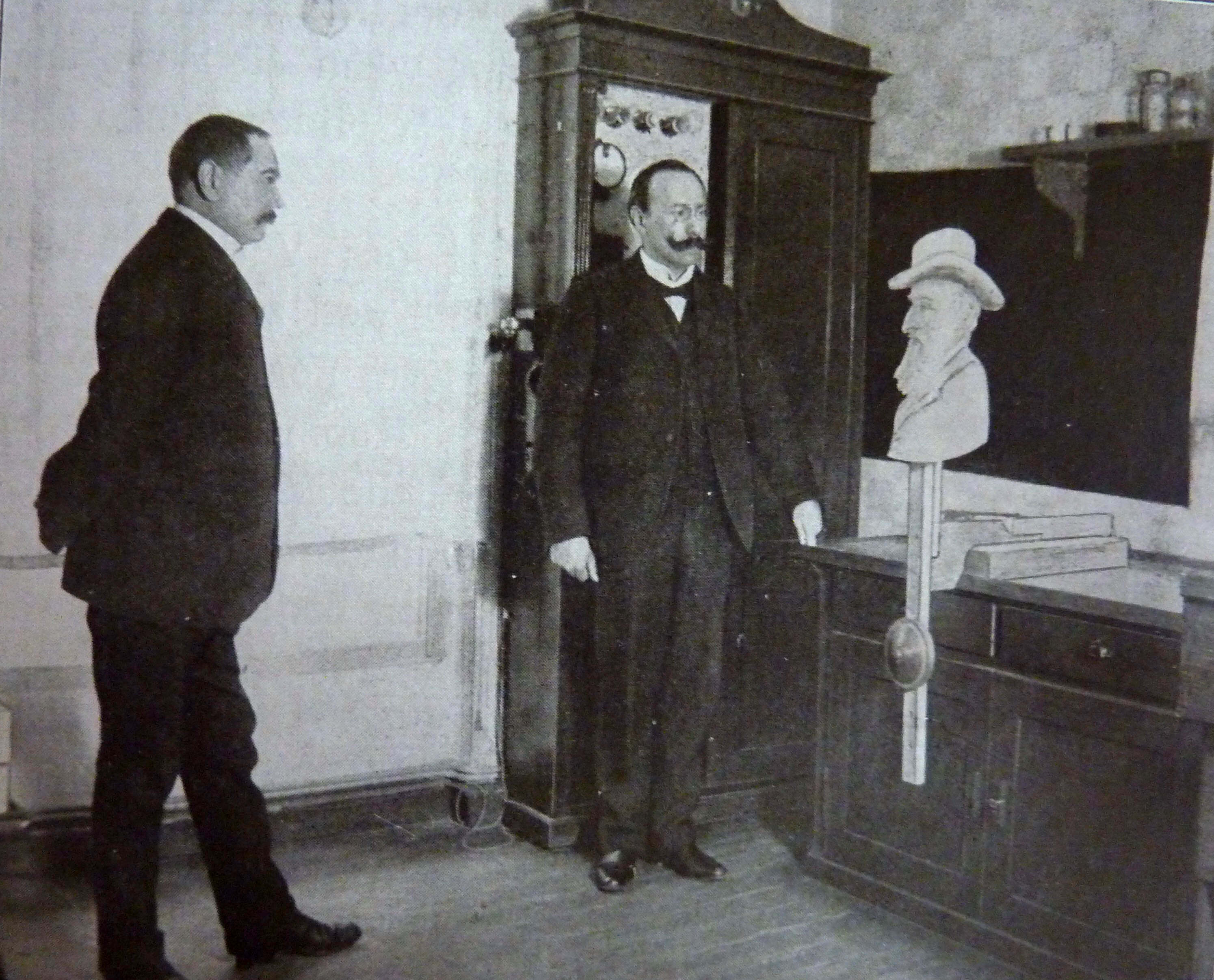
Эксперимент Пфунгста по изучению непроизвольных движений тела при ответе на вопросы

Таким образом, в каком-то смысле фон Остен всё же подавал «тайные сигналы» Гансу при верном ответе, резко смотря на него или реагируя на его верные ответы иначе, вот только догадывался об этом сам Ганс, а никак не его хозяин. Другими словами, Ганс был действительно феноменально умной лошадью и прекрасно понимал, чего от него хотят, но, конечно, ни математики, ни немецкого языка он не знал.
По воспоминаниям Пфунгста, характеры что у фон Остена, что у самого Ганса были буйные: фон Остен нередко бил свою лошадь, когда она давала неверные ответы, а сам Ганс не слишком доверчиво относился к учёным, пытавшимся его изучать, и при близком контакте несколько раз сильно лягнул того же Пфунгста.
Даже после опубликования Пфунгстом своего «разоблачения Умного Ганса» и признания результатов его исследований научным миром сам фон Остен до самой смерти не соглашался с этими выводами, продолжал считать свою лошадь разумной и по-прежнему ездил с ней по разным городам Германии, устраивая бесплатные представления, неизменно пользовавшиеся у населения огромной популярностью и вниманием.

## «Эффект Умного Ганса»
Несмотря на формальное «разоблачение», Пфунгсту на деле удалось сделать открытие в психологии животных и людей, получившее название «Эффект Умного Ганса». После всех проведённых им исследований, в которых он был как задающим Гансу вопросы, так и затем сам «в роли лошади», и выделив впоследствии «характерные признаки правильного ответа» в виде «сигналов» жестов, мимики и так далее, он сделал вывод о том, что человек, задавая вопрос и зная на него правильный ответ, будет невольно «подавать» эти «сигналы» отвечающему — независимо от того, хочет он того или нет; разница может быть лишь в степени проявления этих «сигналов» в поведении: их можно заглушить, сделав почти незаметными, но подавить полностью нельзя.
Признание истинности этой теории существенно изменило процесс организации различных экспериментов по изучению поведения животных и даже людей. В частности, с того времени специалисты, изучающие сравнительную психологию животных, как правило, помещают подопытных животных в полностью изолированное пространство, дабы исключить визуальный контакт с ними. С другой стороны, в целом ряде случаев животное может не дать правильного ответа или не проявить какие-либо интересные свойства своего поведения как раз из-за невозможности видеть вопрошающего и связанных с этим различных негативных реакций; кроме того, некоторые животные могут демонстрировать свои способности только в случае предварительного длительного формирования социальной коммуникации с конкретным человеком, необходимости построить с ним некие «социальные» отношения. Этой точки зрения придерживались Ирэн Пепперберг в своих экспериментах по обучению языку попугая по имени Алекс и Аллен и Беатрикс Гарднеры в попытках обучения шимпанзе Уошо жестовому языку. Таким образом, для достижения всеобщего признания и одобрения со стороны учёных эксперименты по изучению интеллекта животных следует проводить в таких условиях, в которых «риск» от возможного «эффекта Умного Ганса» был бы сведён к минимуму, ибо случаи, когда «устранение» дрессировщика от животного приводит к эмоциям, препятствующим проявлению истинных способностей, не так уж редки. Своего рода «компромиссом» в этом случае может быть ситуация, когда задающий вопрос человек (и вообще ни один из участвующих в эксперименте людей) не знает на него правильного ответа.
«Эффект Умного Ганса» также наблюдался у собак-ищеек, специализирующихся на обнаружении наркотиков, во время исследований в американском университете Дэвиса в Калифорнии. Эти исследования показали, что собаки при поиске способны воспринимать те или иные эмоции своих дрессировщиков, что может в итоге привести к ложным результатам розыскной процедуры.
В настоящее время «эффект Умного Ганса» применяется в психологических экспериментах не только с животными, но и с людьми: в области восприятия, познавательной и социальной психологии. Дабы избежать его, применяется так называемый слепой метод, когда спрашивающий не обладает информацией о предмете вопроса, и, таким образом, влияние данного эффекта сводится к нулю. Другой способ избежать при тестированиях «эффекта Умного Ганса» — замена спрашивающего компьютером, который не может иметь каких-либо эмоций и лишь даёт стандартизированную информацию вопроса и фиксирует ответы.